# Vie miroir
La vie miroir est une forme de vie miroir synthétique théorique faisant l'objet de travaux de recherche en biologie de synthèse et qui serait basée sur des molécules de chiralité inversée. En effet, toute la vie terrestre actuelle recourt à de l'ADN composé de molécules dites « droitières » et des protéines constituées d'acides aminés « gauchers ». Des organismes inversés, en particulier des bactéries miroir, pourraient représenter une menace existentielle pour l'ensemble de la vie sur Terre.

## Description

Principe de la chiralité en chimie : les deux premières molécules sont l'image l'une de l'autre dans un miroir. Si on tourne la première, on voit qu'elle n'est pas superposable à la seconde.

La chiralité désigne la propriété d’une molécule de ne pas être superposable à son image dans un miroir plan, ce qui se traduit par l’existence d’au moins deux formes appelées énantiomères. Cette propriété, découverte par Louis Pasteur en 1848, se retrouve partout dans le vivant et la plupart des organismes terrestres utilisent exclusivement certains énantiomères spécifiques pour leurs constituants fondamentaux. 
Par exemple, l'ADN de tous les organismes vivants est constitué de nucléotides dits « droitiers », tandis que les protéines (éléments constitutifs des cellules), sont fabriquées à partir d'acides aminés qu'on dit « gauchers ». Cette uniformité, parfois qualifiée d’homochiralité, s’explique en partie par le fait que l’activité biologique d’une molécule dépend de sa configuration : un énantiomère peut interagir parfaitement avec une enzyme ou un récepteur, tandis que son image en miroir n’aura aucune affinité ou, pire, un effet nocif.
La notion de bactérie miroir émerge dans les années 1950, lorsque des travaux de recherche explorent les implications de la chiralité en biochimie. 

## Risques théoriques posés par les bactéries miroir
Dans le cas des hypothétiques « bactéries miroir », la chiralité de base serait inversée, avec des acides aminés « droitiers » et des acides nucléiques « gauchers ». Si de tels organismes venaient à exister et se multiplier, ils représenteraient potentiellement une menace pour la vie telle que nous la connaissons. En effet, les moyens de contrôle usuels se retrouveraient en grande partie inopérants :
- le système immunitaire ;
- les prédateurs naturels (virus ou microorganismes) ;
- la pharmacopée (antibiotiques notamment).

On craint en particulier que ces formes de vie inversées échappent aux mécanismes habituels de reconnaissance immunitaire, puisqu’elles utiliseraient des briques moléculaires chirales incompatibles avec les enzymes, anticorps et autres défenses naturelles. De plus, l’introduction de molécules « miroir » dans la biosphère pourrait perturber de manière imprévisible l’équilibre biologique actuel. 
Selon le professeur Vaughn Cooper, biologiste évolutionniste à l'Université américaine de Pittsburgh ː 

### Appel des 38 scientifiques
En 2024, 38 scientifiques (dont Gregory Winter, prix Nobel de chimie en 2018 et Yasmine Belkaid, immunologiste à la tête de l’Institut Pasteur) lancent un appel dénonçant la dangerosité de ces études. Ils appellent à :
1. l’interdiction des recherches visant à créer des bactéries miroir et des génomes ou protéomes miroirs ;
2. l’interdiction du financement de ces travaux ;
3. l'encadrement des technologies habilitantes et de l’achat d’oligonucléotides miroirs ou de leurs précurseurs ;
4. une concertation mondiale sur les risques et la gouvernance.

Selon Jonathan Jones, co-auteur de ce rapport, si ces bactéries devaient se répandre dans les écosystèmes elles pourraient provoquer des infections graves et difficilement détectables, notamment chez les plantes, et les mutations évolutives leur permettraient de se propager rapidement.
En revanche, « diverses protéines et ARN miroirs pourraient être fabriqués pour des applications de recherche telles que les aptamères, la biocatalyse et l'exposition sur phage, et les acides aminés D pourraient être incorporés dans des médicaments peptidiques ou protéiques synthétiques »,.

### Vidéographie
- [vidéo] Le Blob, « Les bactéries miroir vont-elles détruire toute vie sur Terre ? Les scientifiques réagissent », sur YouTube, 16 juillet 2025.